# Xavier Capellas
Xavier Capellas (Rubí, 18 de septiembre de 1962) es un compositor y orquestador español.
Desde joven se interesó por el jazz y participó en el Festival de Jazz de San Sebastián en 1984 junto a un grupo con el que obtuvo el primer premio de esa edición. Gracias a uno de sus hermanos, realizador de audiovisuales, se inició en la composición para, más tarde, estudiar en el Berklee College of Music donde obtuvo el título de Film Scoring. Más tarde realizó un master en composición en la University of Southern California en Los Ángeles, Estados Unidos. Después se dedicó profesionalmente a trabajar para la publicidad, la televisión y el cine.
Entre sus trabajos se encuentran la música original de las películas La vida que te espera, Obaba, Hormigas en la boca, Otros días vendrán, Ciudad en celo y Hotel Tívoli, entre otras, ha sido orquestador para películas como Nadie conoce a nadie, The Others o Mar adentro.
En 2020 ha sido galardonado en los Premios de la Música para el Audiovisual Español, por la mejor partitura electroacústica en la música de ‘El enigma Verdaguer’, tvmovie coproducida por RTVE.